# Сораня
Сора̀ня (на италиански: Soragna, на местен диалект Suràgna, Сураня) е малко градче и община в северна Италия, провинция Парма, регион Емилия-Романя. Разположено е на 49 m надморска височина. Населението на общината е 4883 души (към 2010 г.).